# Polygala vayredae
Polygala vayredae là một loài thực vật có hoa trong họ Polygalaceae. Loài này được Costa miêu tả khoa học đầu tiên năm 1877.